# Silnice II/235
Silnice II/235 je silnice II. třídy, která vede z Kařezu do Chlumu. Je dlouhá 18,3 km. Prochází jedním krajem a jedním okresem.

## Vedení silnice

### Plzeňský kraj, okres Rokycany
- Kařez (křiž. II/605, II/234)
- Zbiroh (křiž. III/2351, III/2352, III/23510)
- Přísednice (křiž. III/23511)
- Drahoňův Újezd (křiž. III/23513, III/23320)
- Terešov (křiž. III/23513, III/23514, III/23319, III/23515)
- Mlečice (křiž. III/23316)
- Chlum (křiž. II/233)